# 프란츠 슈베르트

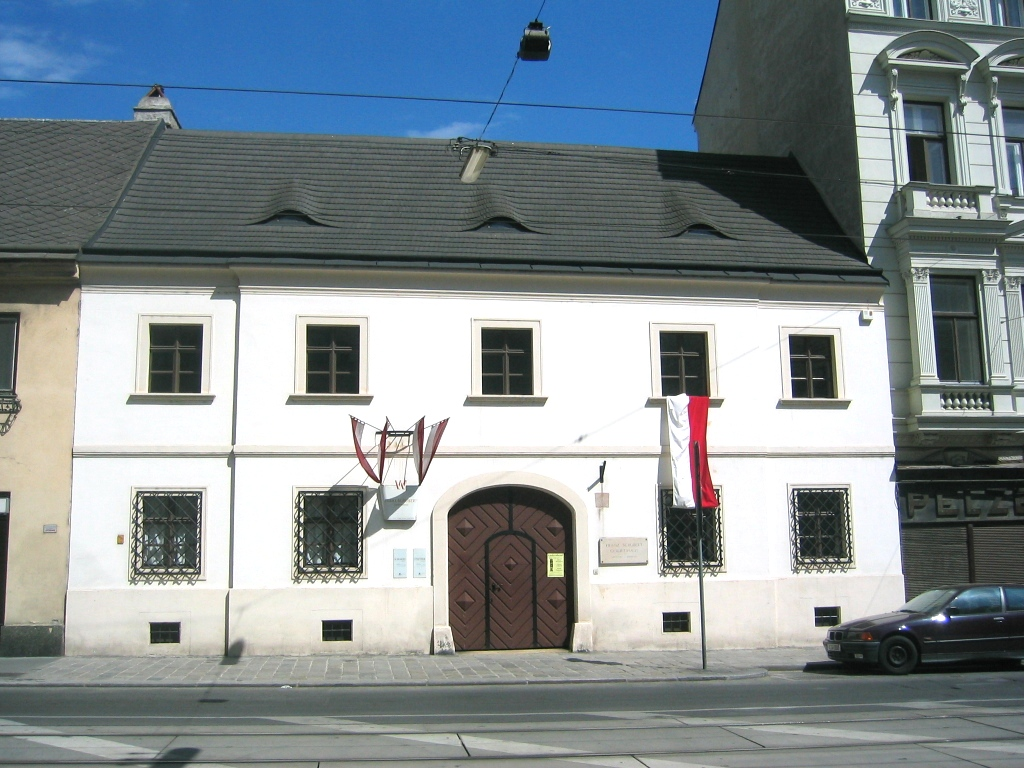
빈에 위치한 슈베르트의 생가

프란츠 페터 슈베르트(독일어: Franz Peter Schubert, 1797년 1월 31일~1828년 11월 19일)는 오스트리아의 작곡가이다. 관현악곡, 교회 음악, 실내악곡, 피아노곡 등 명작이 많은데 특히 리트(독일 가곡)에 뛰어난 작품이 많으며, 19세기 독일 리트 형식의 창시자이다. 여러 가지 의문점을 남긴 채 31세로 병사한 그는 가난과 타고난 병약함 등의 어려움에도 불구하고, 600여 편의 가곡, 13편의 교향곡, 소나타, 오페라 등을 작곡했으며, '가곡의 왕' 이라고도 불린다.

## 생애

### 유년기
오스트리아 대공국 빈의 교외 리히텐탈에서 독일의 슐레지엔의 자작농 출신이자 초등학교 교장인 아버지와 요리사인 어머니 사이에서 넷째 아들로 태어났다. 음악을 좋아하는 아버지는 음악에 재능이 있는 슈베르트에게 5살부터 악기 교육을 시키고, 1년 후 그의 아버지의 학교에 입학한 슈베르트는 그 때부터 공식적인 음악 교육을 받기 시작했는데 그의 아버지는 슈베르트에게 바이올린의 기초를 안 가르쳤으며, 그의 형 이그나츠는 슈베르트에게 피아노 교습을 시켰다. 7살부터 지역 교회의 합창 단장인 미하엘 홀처로부터 교습을 받았다. 또한 가족 현악 4중주에서 형 이그나츠와 페르디난트는 바이올린을, 아버지는 첼로를, 자신은 비올라를 맡아 연주하기도 하였다. 이렇게 슈베르트는 어려서부터 음악에 대한 재능이 뛰어났으나, 아버지가 음악을 가르친 이유는 단순히 취미였을 뿐, 슈베르트를 전문 음악인으로 키우기 위한 것은 절대로 아니었다. 그래서 나중에 어른이 된 슈베르트는 교사가 되길 바라는 아버지와 진로 문제로 갈등을 겪게 되었다. 1804년 슈베르트는 살리에리의 지도를 받았으며 그 재능을 인정받기도 하였다. 1808년에는 궁정신학원에 장학생으로 입학하고 그곳에서 모차르트의 서곡이나 교향곡을 접하게 되었는데 그는 특히 모차르트를 좋아하고 베토벤을 존경하였다. 13세 때 변성기와 저조한 학업 성적으로 인해 궁정학교 수업을 그만두었다.

### 교사생활
오스트리아에서는 군복무를 일정 기간의 교사근무로 대신하는 대체복무제를 허용하고 있었으므로 아버지의 뜻에 따라 1814년부터 아버지가 근무하는 초등학교에서 조교사로 일했다. 이때부터 작곡 활동을 시작했으며, 이 해에 바 장조의 미사곡(로마 가톨릭교회에서 장례미사에 사용하는 음악)을 작곡하였는데, 이 곡의 독창을 부른 테레제 그로브는 슈베르트의 첫번째 애인이었다. 하지만 둘 사이의 사랑은 내성적인 성격 때문에 결실을 보지 못하고, 테레제는 다른 남자와 결혼을 하였다.

### 작곡 활동 및 연주 여행
1815년 18세 때에 그의 재능을 아는 친구들의 도움을 받아 수백 곡의 가곡을 썼으며, 괴테의 시에 곡을 붙인 《마왕》, 《휴식 없는 사랑》, 《들장미》 등의 명작도 이 해에 작곡 되었다. 그가 지은 가곡 중 일부는 지인들의 도움을 받아 책으로 편집 되었다. 1816년 슈파운이 소개한 시인 친구 프란츠 폰 쇼버의 권유로 친구 집에 머물며 작곡에 몰두하였다. 이때부터 그의 방랑 생활이 시작되며, 죽는 날까지 그를 괴롭힌 매독 또한 이 시기에 감염된 것으로 추정된다. 그 후 1817년 당시 최고의 성악가이자 25세 연상인 요한 미하엘 포글을 만났다.
1818년에는 가곡 《죽음과 소녀》, 《송어》를 작곡하였으며 에스테르하지 공작 집안의 두 딸의 가정교사가 되어 한여름을 바가에서 보냈다. 이듬해에 포글과 함께 북오스트리아 각지로 연주 여행을 하였는데, 그의 음악이 포글에 의해 처음으로 공개 연주되어 호평을 받았다. 이 좋은 벗의 도움으로 그의 명성은 차츰 높아지고, 오스트리아에 있는 그의 친구들을 중심으로 Schubertiads 라는 모임이 결성되었다.
1819년 라이바흐 사범학교의 교사가 되려고 하였으나 뜻을 이루지 못하고 부친의 학교에 머물면서 많은 작품을 작곡하였다. 가곡 《방랑자》나 《교향곡 제5번》 등이 이때의 작품이다. 1823년에는 《방랑자의 환상곡》, 《로자문데》 등을 발표했고 그 해 여름, 친구의 집에서 읽은 뮐러의 시에 감동하여 《아름다운 물방앗간의 처녀》를 작곡하였다.
1824년, 다시 에스테르하지 가의 음악 교사가 되어 전원 생활을 즐기며 《현악 4중주곡》을 작곡하였다. 이듬해 다시 포글과 서부 오스트리아로 여행하였는데, 이때 《아베 마리아》를 작곡하였다. 1827년 30세가 되자 자신의 인생이 겨울을 맞았음을 아는 듯 《겨울 여행》을 작곡하였다. 1828년 3월 자작 연주회를 열어 성공을 거둔 뒤 교향곡 9번인 《대교향곡》을 완성하였으며, 그가 죽은 뒤 출판된 《백조의 노래》에 수록된 가곡의 대부분이 그 해 8월에 완성되었다.

### 베토벤과의 만남
슈베르트는 한때 베토벤과 만난 적이 있었다. 평소에 베토벤을 존경해왔던 슈베르트는 그를 만나고자 했지만 자신의 소심한 성격 탓에 쉽사리 만날 용기를 가지지 못했다. 게다가 베토벤의 청력 상실을 비롯한 합병증으로 만난다 하더라도 제대로 된 대화를 하지 못하기 때문에 만날 기회를 더더욱 가지지 못했다. 그러다 지인들의 권유로 슈베르트가 용기를 내어 1827년 3월 19일, 베토벤 집에 방문하여 만나게 되었다. 놀라운 것은 이렇게 어렵게 만난 두 사람이 불과 2 km 정도 떨어진 곳에 살고 있었다는 것이다. 슈베르트는 베토벤에게 인사하는 한편 자신이 작곡한 악보를 보여준다. 베토벤은 슈베르트로부터 받은 그의 악보를 보고 감탄을 금치 못했으며 이렇게 늦게 만난 것에 대해 후회를 했고 슈베르트에게 다음과 같이 말한다.
| “ | 자네를 조금만 더 일찍 만났으면 좋았을 것을… 내 명은 이제 다 되었네. 슈베르트, 자네는 분명 세상을 빛낼 수 있는 훌륭한 음악가가 될 것이네. 그러니 부디 용기를 잃지 말게… | ” |

이러한 베토벤의 말 한 마디 한 마디가 합병증으로 인해 힘이 들어 보였고 말할 때마다 계속되는 기침으로 슈베르트는 자신이 말하는 것보다 듣는 것이 더 괴로울 지경이었다.
베토벤은 청력 상실로 듣지 못하는 탓에 슈베르트에게 하고 싶은 말을 글로 적으라고 했지만 슈베르트는 자신이 존경하는 음악가의 병이 든 처참한 모습을 보고 소심한 성격 때문에 일찍 만나지 못한 자괴감과 후회감으로 인해 인사말도 없이 그대로 방을 뛰쳐나가고 말았다. 베토벤이 죽기 일주일 전의 일이었고 이것이 처음이자 마지막 만남이었다. 그러나 슈베르트는 1주일 뒤인 3월 26일, 베토벤이 죽자 그의 장례에 참여하였다.

### 죽음
베토벤이 세상을 떠난 1년 뒤인 1828년, 그는 자신이 대위법이 부족한 것을 스스로 깨닫고 다시 공부하다가(키즐러에게) 11월 17일에 원인을 알 수 없는 병을 얻어 몸져 누웠다. 그의 병세는 날로 악화되어 기억력이 감퇴 하여 술에 취한 사람처럼 몸을 비틀거리는 데다 허깨비가 보이며 혼잣말을 하는 등 정신 이상의 증세를 보이다가 이틀 뒤인 11월 19일에 31세의 젊은 나이로 빈에서 요절하고 말았다.
슈베르트의 아버지는 유해를 교회에 묻으려 했으나 슈베르트가 평소 존경하던 베토벤의 옆에 묻어 달라는 유언대로 빈 중앙 묘지의 베토벤 무덤 옆에 나란히 묻혔다. 슈베르트의 죽음에 대한 의문은 아직 풀리지 않았는데 식중독으로 사망했다는 설, 장티푸스로 사망했다는 설과 매독의 악화로 사망했다는 설도 있으며 현재는 매독으로 인한 사망이 신빙성을 얻고 있다. 별세한 해에 만들어진 최후의 가곡 14곡을 모은 것이 《백조의 노래》이다.

## 주요 작품
슈베르트는 그 짧은 일생에 수많은 가곡과 기악곡, 교향곡 등을 작곡하였으나, 그의 이름을 유명하게 한 것은 가곡이다. 690곡에 이르는 가곡들이 모두 훌륭하다는 평을 듣지만, 특히 《겨울 여행》이나 《아름다운 물방앗간의 처녀》, 《백조의 노래》 등이 뛰어난 작품이며, 자유로운 표현력을 지니는 멜로디의 아름다움, 그리고 화성의 미묘한 변화 등 낭만주의의 특색을 잘 나타내고 있다. 교향곡에서는 제8번의 《미완성》이 특히 유명하나, 제9번 《대교향곡》의 아름다움도 잊어서는 안된다. 피아노곡에서는 《마왕》, 《방랑자 환상곡》, 《스케르초》, 《악흥(樂興)의 한때》 등이 알려져 있고, 실내악곡에도 《죽음과 소녀》나 《송어》 등 걸작이 많다. 그 밖에 오페라·음악극의 작품도 있으며, 가곡을 비롯하여 교향곡·실내악·피아노곡 등 1,200여 곡의 많은 작품을 남겼다.

### 피아노 5중주곡 송어
D.667(1819년). 보통 피아노 5중주라고 하면 현악 4중주에 피아노가 추가되는 것이 상례이나, 이 곡에서는 제2바이올린 대신 콘트라베이스를 사용하고 있다.

### 교향곡 제8번 미완성
D.759(1822년). 제 2악장까지 밖에 완성되어 있지 않다. 제 3악장은 단편(斷片)과 초고(草稿)밖에 없으며, 제 4악장은 전혀 씌어져 있지 않다.

### 아름다운 물방앗간의 처녀
D.795(1823년). 빌헬름 뮐러의 연작시에 붙여진 전 20곡으로 된 클래식이다.

### 겨울 나그네 (겨울 여행)
D.911(1827년).《아름다운 물방앗간의 처녀》보다 4년 후, 즉 1827년 2월부터 10월 사이에 작곡된 24곡으로 된 가곡집이다. 시는 빌헬름 뮐러의 같은 이름의 연작시에 의거하고 있지만 전작과는 달리 음울한 기분에 뒤덮여 있고, 시의 순서에서도 약간의 차이를 보인다. 《아름다운 물방앗간의 처녀》와 같은 일관된 줄거리는 없으나, 그래도 시의 순서를 따라가면, 사랑에 찢긴 상심한 사나이의 정처 없는 나그네 길에 시작되고, 쓸쓸한 설경(雪景) 속을 헤매는 나그네의 기분을 노래하고 있음을 알 수 있다. 그 중에서 제 5번 <보리수>가 특히 유명하며, 그 밖에 <봄의 꿈>, <우편마차>, <까마귀>, <이정표> 등도 명작이다. '겨울 나그네' 로도 많이 알려져 있는데, 이는 일본어 제목을 번역하는 과정에서 생긴 실수이다.

### 백조의 노래
D.957(1829년). 슈베르트는 1828년 11월 19일에 세상을 떠났다. 그의 사후 빈의 출판업자 하즈링거는 사망한 해에 작곡된 14곡을 하나로 모아 《백조의 노래》라고 제목을 붙여 출판하였다. 백조는 다만 죽음의 직전에만 운다는 전설을 토대로 하여 이것이 최후의 작품이라는 의미에서 붙여진 것이다. 따라서 이는 작자가 의도한 연작 가곡집이 아니다. 14곡 중에서 처음의 7곡은 렐슈타프의 시에, 다음 6곡은 하이네의 시에 곡을 붙였고, 모두 8월에 작곡 되었다. 남은 1곡 <비둘기의 심부름>은 자일드의 시에 의해 10월에 작곡 되었으며, 이것이 슈베르트 최후의 작곡이 되었다. 그 중에서도 제 4곡<세레나데>, 제 12곡<바닷가에서>, 제 14곡<비둘기의 심부름> 등은 슈베르트의 전 작품 중에서 최고 걸작으로 꼽히고 있다.

### 마왕
슈베르트의 마왕은 그가 17세 때 작곡 됐으며 1782년에 지어진 괴테의 동명의 시를 바탕으로 작곡 됐다. 내용은 아버지와 아이가 마차를 타고 가는데, 아이가 마왕이 자신에게 말을 걸고 마왕이 보인다고 해서 아버지가 집까지 최대한 빨리 말을 몰지만 결국 아이는 마왕에게 목숨을 빼앗기는 내용이다.

## 교향곡 번호의 문제
슈베르트의 교향곡은 사후 미발표곡이 계속 추가 발표되어 여러 번 바뀌었다.
- 사후 브람스 등이 정리 출간할 당시, 완성된 교향곡 일곱 곡에 대해 1번부터 7번[2]까지를 붙이고, 이후 발견되어 출판된 《미완성》교향곡에 다음 번호인 8번을 부여했다.
- 이후 1951년의 도이치 목록 초판에서는 《미완성》교향곡이 《대교향곡》보다 먼저 작곡 되었음이 판명되어 《대교향곡》이 9번으로 밀려나고, 당시 후대 사람들에 의해 편곡 되어 완성되어 있던 D.729에 7번을 부여하였다.[3]
- 그러나 1978년의 도이치 목록 개정판에서는 D.729는 슈베르트 본인에 의해 곡이 완성된 것이 아니라는 지적에 따라 번호를 없애고, 8번이던 《미완성》과 9번이던 《대교향곡》을 각각 7번과 8번으로 당겼다.

2012년 기준으로 가장 널리 사용되는 방식은 두 번째 방식으로, 이에 역시 편곡은 되어 있지 않은 D936a(Die Letze(마지막))까지 번호를 붙여 10번으로 하는 것이 일반적이다(편의상 임의로 관용 방식이라 함). 첫 번째 부번방식은 오래된 음반에서 간혹 볼 수 있는 정도이며, 세 번째 부번방식(편의상 임의로 개정 방식이라 함)은 정통성이 있다 하겠으나, 독일어권과 일본 외에는 그다지 퍼지지 못했다. 그 외에 절충하여 6번까지는 그대로 두고 그 뒤의 곡들에 대해 번호 대신 별칭이나 조성 등으로 구분하는 방식도 있다(편의상 임의로 절충 방식이라 함). 위키백과에서는 대부분의 언어판에서 표제어는 관용 방식을 채택하되 본문에서 개정 방식을 병기하고 있다.
| 부번 방식 | D729 마 장조 | D759 나 단조(미완성) | D944 다 장조(대교향곡) | D936a 라 장조(마지막) |
| --------- | ------------ | -------------------- | ---------------------- | --------------------- |
| 관용 방식 | 7번          | 8번                  | 9번                    | 10번                  |
| 개정 방식 | (번호 없음)  | 7번                  | 8번                    | (번호 없음)           |
| 절충 방식 | E 장조(D729) | 미완성               | 대 교향곡              | D 장조(D936a)         |

## 악기
슈베르트가 접할 수 있었던 피아노 중에는 베니 누스 자이드 너 피아노 (현재 비엔나의 슈베르트 게 부르 트 하우스에 전시 됨) 와 안톤 월터 & 손 피아노 (빈의 미술사 박물관)이 있었다. 슈베르트는 비엔나 피아노 제작자 콘래드 그래프의 악기에도 익숙했다.

## 참고 문헌
- 이 문서에는 다음커뮤니케이션(현 카카오)에서 GFDL 또는 CC-SA 라이선스로 배포한 글로벌 세계대백과사전의 내용을 기초로 작성된 글이 포함되어 있습니다.